# 오사카부 제2구
오사카부 제2구(大阪府 第2区)는 일본의 중의원 선거구이다. 1994년 공직선거법으로 신설되었다.

## 지역
- 오사카시
  - 이쿠노구
  - 아베노구
  - 히가시스미요시구
  - 히라노구